# Водгать (нижний приток Унжи)
Водгать (Язвица) — река в России, протекает в Костромской области. Правый приток Унжи.

## География
Река берёт начало юго-западнее деревни Якимово. Течёт на юг через сосново-берёзовые леса. Устье реки находится в 1,5 км по правому берегу реки Унжа. Длина реки составляет 33 км.

### Притоки (км от устья)
- 3 км: река Шокша (пр)
- 8 км: река Нозома (пр)
- ок. 22 км: Пизвас (лв)

## Данные водного реестра
По данным государственного водного реестра России относится к Верхневолжскому бассейновому округу, водохозяйственный участок реки — Унжа от истока и до устья, речной подбассейн реки — Бассей притоков Волги ниже Рыбинского водохранилища до впадения Оки. Речной бассейн реки — (Верхняя) Волга до Куйбышевского водохранилища (без бассейна Оки).
Код объекта в государственном водном реестре — 08010300312110000016829.